# Naturschutzgebiet Im Hülsen
Das Naturschutzgebiet Im Hülsen ist ein 6,19 ha großes Naturschutzgebiet (NSG) westlich vom Dorf Dörscheln in der Gemeinde Kierspe im Märkischen Kreis in Nordrhein-Westfalen. Das NSG wurde 2003 vom Kreistag des Märkischen Kreises mit dem Landschaftsplan Nr. 7 Kierspe ausgewiesen.

## Gebietsbeschreibung
Bei dem NSG handelt es sich um den Tal- und Quellbereich des Baches Wienbecke sowie einige angrenzende Waldbereiche und Grünlandbereiche. Die Wald- und Grünlandbereiche sind feuchter bis
nasser Ausprägung. In den Hanglagen stocken trockene Laubwälder.

## Schutzzweck
Das Naturschutzgebiet wurde zur Erhaltung und Entwicklung eines Tal- und Quellbereich mit Grünland und Wald als Lebensraum gefährdeter Tier- und Pflanzenarten ausgewiesen. Wie bei anderen Naturschutzgebieten in Deutschland wurde in der Schutzausweisung darauf hingewiesen, dass das Gebiet „wegen der landschaftlichen Schönheit und Einzigartigkeit“ zum Naturschutzgebiet wurde.